# Hans Jungbauer
Hans Jungbauer (* 15. April 1897 in Deutsches Reich; † 31. Oktober 1960 in Wien) war ein deutscher Schauspieler bei Bühne und Film und ein Theaterregisseur.

## Leben und Wirken
Hans Jungbauer hatte seit den frühen 1920er Jahren auf Theaterbühnen gestanden und gegen Ende desselben Jahrzehnts am Neuen Schauspielhaus in Königsberg auch Regie geführt. Anschließend sah man ihn am Frankfurter Schauspielhaus, ehe er 1933 erstmals nach Wien ging, um dort ein Engagement am Deutschen Volkstheater anzutreten. Wieder zurück in Deutschland, trat Jungbauer bis zum Zweiten Weltkrieg am Leipziger Schauspielhaus auf. Während des Krieges wirkte er an den Kammerspielen des Deutschen Theaters, am Deutschen Theater und in der Spielzeit 1943/44 an Wiens Theater in der Josefstadt. Nach dem Krieg blieb Jungbauer zunächst in Wien und wurde zum Oberspielleiter des dortigen Renaissance-Theaters berufen. 
Zu Beginn der 1950er Jahre wirkte er als Spielleiter an den städtischen Bühnen Wuppertals und von 1953 bis 1956 als Spielleiter und Schauspieler an den Städtischen Bühnen Frankfurts unter der Intendanz von Lothar Müthel. Dort sah man ihn unter anderem als Malvolio in “Was ihr wollt”, als Präsident in “Kabale und Liebe” und als Herzog in “Zweierlei Maß”. Als Regisseur ließ Müthel ihn 1954 Ostrowskis „Der Wald“ inszenieren, wo Jungbauer mit dem Genadius auch eine Rolle übernahm. 1957 zog es Hans Jungbauer wieder nach Berlin, wo er als Schauspieler am Theater am Kurfürstendamm wirkte.
Kurz vor seinem Tode fand sich Hans Jungbauer ein weiteres Mal in Wien ein, wo er noch einen Film drehte. Seine sporadische Arbeit vor der Kamera beschränkt sich auf eine Handvoll Filme, in denen er wenig bemerkenswerte Charaktere -- vor allem Amtsträger, Honoratioren und Ärzte -- verkörperte.

## Filmografie
- 1942: Der Fall Rainer
- 1946: Die Welt dreht sich verkehrt
- 1948: Fregola
- 1951: Schatten über den Inseln
- 1954: Rund um die Milchwirtschaft (Dokumentarkurzfilm mit Spielhandlung)
- 1955: Der Fall Winslow (Fernsehfilm)
- 1956: Diener zweier Herren (Fernsehfilm)
- 1958: Immer die Radfahrer
- 1959: Oh, Du mein Österreich